# Keita Shirawachi
Keita Shirawachi (japanisch 白輪地 敬大 Shirawachi Keita; * 7. Dezember 2001 in der Präfektur Kanagawa) ist ein japanischer Fußballspieler.

## Karriere
Keita Shirawachi erlernte das Fußballspielen in der Schulmannschaft der Toin Gakuen High School sowie in der Universitätsmannschaft der Toin University of Yokohama. Seinen ersten Vertrag unterschrieb er am 1. Februar 2024 beim Iwaki FC. Der Verein aus Iwaki spielt in der zweiten Liga, der J2 League. Sein Zweitligadebüt gab Keita Shirawachi am 24. Februar 2024 (1. Spieltag) im Auswärtsspiel gegen Mito Hollyhock. Bei der 1:0-Niederlage wurde er in der 78. Minute für Kōtarō Arima eingewechselt. In seiner ersten Profisaison bestritt er zehn Zweitligaspiele.